# Tweede Kamerverkiezingen 2021/Kandidatenlijst/50PLUS
Van de kandidatenlijst voor de Tweede Kamerverkiezingen van 2021 van 50PLUS werd op 27 november 2020 de conceptversie bekendgemaakt. De definitieve lijst werd op het partijcongres van 12 december 2020 goedgekeurd.

## De lijst
- vet: verkozen
- schuin: voorkeurdrempel overschreden

1. Liane den Haan - 80.533 stemmen[3]
2. Raymond Brood - 2.581
3. Ellen Verkoelen - 4.890
4. Martin Nijkamp - 678
5. Henk van Tilborg - 1.446
6. Jaap Haasnoot - 562
7. Marc van Rooij - 722
8. Ruud van Acquoij - 707
9. Ron van Reenen - 305
10. Noëlle Sanders - 1.825
11. Alfons Leerkes - 138
12. Linda Verschuur-Otter - 1.451
13. Jan Frans Brouwers - 293
14. Geert Tomlow - 255
15. Willem Willemse - 455
16. Ton Lammertink - 238
17. Adriana Hernández - 664
18. Bennie van Est - 1.485
19. Hans Bongers - 286
20. John van Engelen - 209
21. Johan Hessing - 195
22. Nicoline Maarschalk Meijer - 621
23. Hans Vlak - 178
24. Hylke ten Cate - 171
25. Nico de Vos - 270
26. Leendert Lodder - 128
27. Chris Veeze - 501
28. Theo Hoppenbrouwers - 297
29. Frans Mol - 235
30. Joep Taks - 216
31. Peter van Lier - 164
32. Herman Nota - 209
33. Gerard Timmerman - 212
34. Frans Crouwel - 117
35. Ad Franse - 113
36. Coen Verboom - 151
37. Willem Dekker - 140
38. Jan-Willem van Es - 86
39. Gijs Schuurman - 325
40. Léonie Sazias - 2.650

VVD · PVV · CDA · D66 · GroenLinks · SP · PvdA · ChristenUnie · Partij voor de Dieren · 50PLUS · SGP · DENK · FVD · BIJ1 · JA21 · Code Oranje · Volt · NIDA · Piratenpartij · LP · JONG · Splinter · BBB · NLBeter · LHK · OPRECHT · JEZUS LEEFT · TROTS · UCF · Lijst 30 · PvdE · DFP · VSN · WZNL · Modern Nederland · De Groenen · PvdR
2012 · 2017 · 2021 · 2023